# طرطيع
الطرطيع  (الاسم العلمي: Schanginia) هو جنس من النباتات يتبع فصيلة القطيفية من رتبة القرنفليات.

## أنواع الطرطيع
يضم هذا الجنس الأنواع الغير مؤكدة التالية:
- طرطيع شجيري (الاسم العلمي:Schanginia arbuscula)
- طرطيع بورشجوفي (الاسم العلمي:Schanginia borszczowii)
- طرطيع ثلاثي القنابات (الاسم العلمي:Schanginia tribracteata)
- طرطيع ثلاثي المبايض (الاسم العلمي:Schanginia trigyna)